# Jurij Mamin
Jurij Mamin (russisk: Ю́рий Бори́сович Ма́мин) (født 8. maj 1946 i Sankt Petersborg i Sovjetunionen) er en sovjetisk filminstruktør, skuespiller og manuskriptforfatter.

## Filmografi
- Prazdnik Neptuna (Праздник Нептуна, 1986)[1][2]
- Bakenbardy (Бакенбарды, 1990)
- Okno v Parizj (Окно в Париж, 1993)
- Ne dumaj pro belykh obezjan (Не думай про белых обезьян, 2008)